# 府中市立東小学校
府中市立東小学校（ふちゅうしりつ ひがししょうがっこう）は、かつて広島県府中市にあった公立小学校。
閉校時の児童数は195人。
府中市旧市街地の北方に位置し、近隣には府中公園や庄ノ池があり、校舎は校門の脇にある「古府の森」という樹園に囲まれていた。
2008年4月、近隣の府中市立西小学校・広谷小学校・岩谷小学校と統廃合の上で府中市立府中小学校に改組され、校舎を府中中学校（府中市立第二中学校から改称）と共用する施設一体型小中一貫校「府中学園　府中市立府中小学校・府中中学校」となった。

## 歴史
- 1869年（明治2年）11月 - 福山藩校誠之館の分校である府中郷黌設置（五弓雪窓が教授に就く）
- 1872年（明治5年） - 学制発布により、啓蒙所設置
- 1878年（明治11年） - 広島県備後芦田小学校区公立古府小学校と称す
- 1892年（明治25年） - 芦田郡各村組合芦田高等小学校　府中市村古府尋常小学校と改称
- 1896年（明治29年） - 芦田郡府中町立古府高等小学校　古府尋常小学校と改称
- 1907年（明治40年） - 芦田郡府中町立府中尋常高等小学校と改称
- 1909年（明治42年） - 現在地に木造校舎を二棟新築
- 1921年（大正10年） - 講堂落成
- 1925年（大正14年） - 芦品郡府中東尋常高等小学校と改称
- 1941年（昭和16年） - 芦品郡府中東国民学校と改称
- 1947年（昭和22年） - 芦品郡府中町立府中東小学校と改称
- 1952年（昭和27年） - 完全給食実施
- 1953年（昭和28年） - 東校舎落成
- 1954年（昭和29年） - 広島県府中市立東小学校と改称
- 1957年（昭和32年） - 上水道設置
- 1961年（昭和36年） - 現在の本館校舎落成
- 1963年（昭和38年） - プール落成
- 1965年（昭和40年） - 旧体育館落成
- 1975年（昭和50年） - 新館西校舎（三階建て）落成
- 1978年（昭和53年） - 南小学校新設にともない土生町の学区分離
- 1986年（昭和61年） - 現体育館落成
- 1994年（平成6年） - 3月末で自校給食調理場閉鎖　中部調理場へ統合
- 2008年（平成20年）4月 - 西小・広谷小・岩谷小と共に府中小学校に統合されて廃止。府中中学校と小中一体型の府中学園として新たに開校する。

## 交通アクセス
- 西日本旅客鉄道（JR西日本）福塩線府中駅から北へ約1km。
- 国道486号から剣先橋交差点で広島県道388号木野山府中線を北に入り、直進約1km。